# Печенников, Сергей Аркадьевич
Серге́й Арка́дьевич Пече́нников (27 сентября 1961, Йошкар-Ола, Марийская АССР, РСФСР, СССР) ― советский и российский актёр театра, театральный режиссёр. Артист-кукловод Республиканского театра кукол (г. Йошкар-Ола) (с 1993). Народный артист Республики Марий Эл (2016). Шестикратный лауреат Национальной театральной премии имени Йывана Кырли.

## Биография
Родился 27 сентября 1961 года в г. Йошкар-Оле Марийской АССР. Мать ― учительница литературы в школе.
Учился на филологическом факультете Марийского государственного университета. Работал администратором в Марийской филармонии имени Я. Эшпая, затем – в народном Театре юного зрителя при Дворце культуры имени XXX-летия Победы г. Йошкар-Олы (ныне – театр-студия «В старом доме»). 
Служил в рядах Советской армии.
Окончил Ярославское театральное училище (курс С. В. Розова), в 1990 году ― Свердловский государственный театральный институт по специальности «Артист драматического театра и кино».
В 1986―1990 годах во время учебы в Свердловском театральном институте работал в Армавирском драматическом театре. Как артист-кукловод начал работать в Алтайском краевом театре кукол, затем работал в областном театре кукол г. Петропавловск (Казахстан).
В 1993 году вернулся в Йошкар-Олу и устроился работать в Республиканский театр кукол, где и работает по настоящее время.   

## Театральная деятельность
Ещё в годы работы в Армавирском драматическом театре играл и в «Ревизоре» Н. Гоголя, и в «Самоубийце» Н. Эрдмана, и в постановках по пьесам У. Шекспира.
В областном театре кукол г. Петропавловск (Казахстан) играл в таких спектаклях как «Али-Баба и 40 разбойников», сказки А. С. Пушкина и даже «Хранители» Д. Толкиена.
Как профессиональный артист состоялся в Республиканском театре кукол в г. Йошкар-Оле. Первая роль ― Евангелист в спектакле «Мальчик Иисус из Назарета». В театре играл и продолжает играть разные роли – как добрых волшебников, так и злых чародеев. Творческий диапазон артиста разнообразен: он занят практически во всех спектаклях русского состава этого театра. В 2002 году стал лауреатом театральной премии имени Йывана Кырли в номинации «Лучшая роль в театре кукол» за исполнение роли Чернушки в спектакле «Черная курица» по повести А. Погорельского, а в 2012 году ― лауреатом Национальной театральной премии имени Й. Кырли в номинации «Лучшая роль в театре кукол» за исполнение роли Волка в спектакле «Красная шапочка» по пьесе Е. Шварца.  В 2015 году он лауреат I Всероссийского фестиваля театров кукол «В гостях у Оле Лукойе» в номинации «Лучшая роль второго плана» за исполнение роли Крота в спектакле «Дюймовочка» по сказке Х. К. Андерсена.
Известен и как режиссёр-постановщик: поставил спектакли Про Ушастика» Ч. Янчарского, «Ты, я и кукольник» Х. Юрковского, «Солнечный лучик» А. Попеску. В 1999 году стал лауреатом театральной премии имени Й. Кырли ― обладателем специальной премии «За плодотворный творческий союз» за создание спектакля «Ты, я и кукольник» по пьесе Х. Юрковского. А в 2002 году поставленный им спектакль «Про Ушастика» по пьесе Ч. Янчарского получил приз зрительских симпатий на Международном фестивале театров кукол городов-партнёров в Самаре.
В 2003 году он стал заслуженным артистом Республики Марий Эл, в 2016 году — народным артистом Республики Марий Эл. Награждён почётными грамотами Государственного Собрания Марий Эл, Министерства культуры республики и благодарностями.

## Основные роли
Список основных ролей С. А. Печенникова: 
- «Мальчик Иисус из Назарета» ― Евангелист
- «Винни Пух» ― Ослик Иа
- «Два клёна» ― Кот, Фёдор
- «Дюймовочка» ― Крот, Майский жук, Сын жабы
- «Жили-были» ― Дед, Мужик, Петух
- «Золотой ключик» ― папа Карло, Дуремар, Зазывала
- «Каштанка» ― Лука
- «Красная Шапочка» ― Волк
- «Маленькая фея» ― карлик Фу-Ты
- «Про собаку Мотю» ― Петух
- «Сказка про Емелю» ― Царь, Солдат
- «Счастливого пути!» ― Пугалёнок (кукла), подачи
- «Ты, я и кукольник» ― Кукольник
- «Царевна-лягушка» ― Первый царевич, Селезень
- «Чудо чудное, диво дивное» ― Второй парень, Дедушка, Дашенька, Гусь
- «Мотылёк» ― военврач Морозов

## Основные постановки
Список основных постановок С. А. Печенникова: 
- «Про Ушастика» Ч. Янчарский
- «Ты, я и кукольник» Х. Юрковский
- «Солнечный лучик» А. Попеску

## Признание
- Народный артист Республики Марий Эл (2016)[1][2]
- Заслуженный артист Республики Марий Эл (2003)[1][2]
- Национальная театральная премия имени Йывана Кырли (1999, 2002, 2016)[1][2]
- Лауреат I Всероссийского фестиваля театров кукол «В гостях у Оле Лукойе» (2015) ― в номинации «Лучшая роль второго плана» за исполнение роли Крота в спектакле «Дюймовочка» по сказке Х. К. Андерсена[1][2]
- Благодарность Главы Республики Марий Эл (2011)[1]
- Почётная грамота Государственного Собрания Республики Марий Эл (2012)[1]